# Effetto giuridico
L'effetto giuridico è la nascita, la modificazione o l'estinzione di un rapporto giuridico in conseguenza dell'accadimento di fatti giuridici che realizzano una fattispecie prevista da una norma giuridica.
Poiché un rapporto giuridico implica la presenza di soggetti giuridici titolari di situazioni giuridiche soggettive, l'effetto giuridico consiste nella nascita, nella modificazione o nell'estinzione di queste ultime.